# Otis Rush

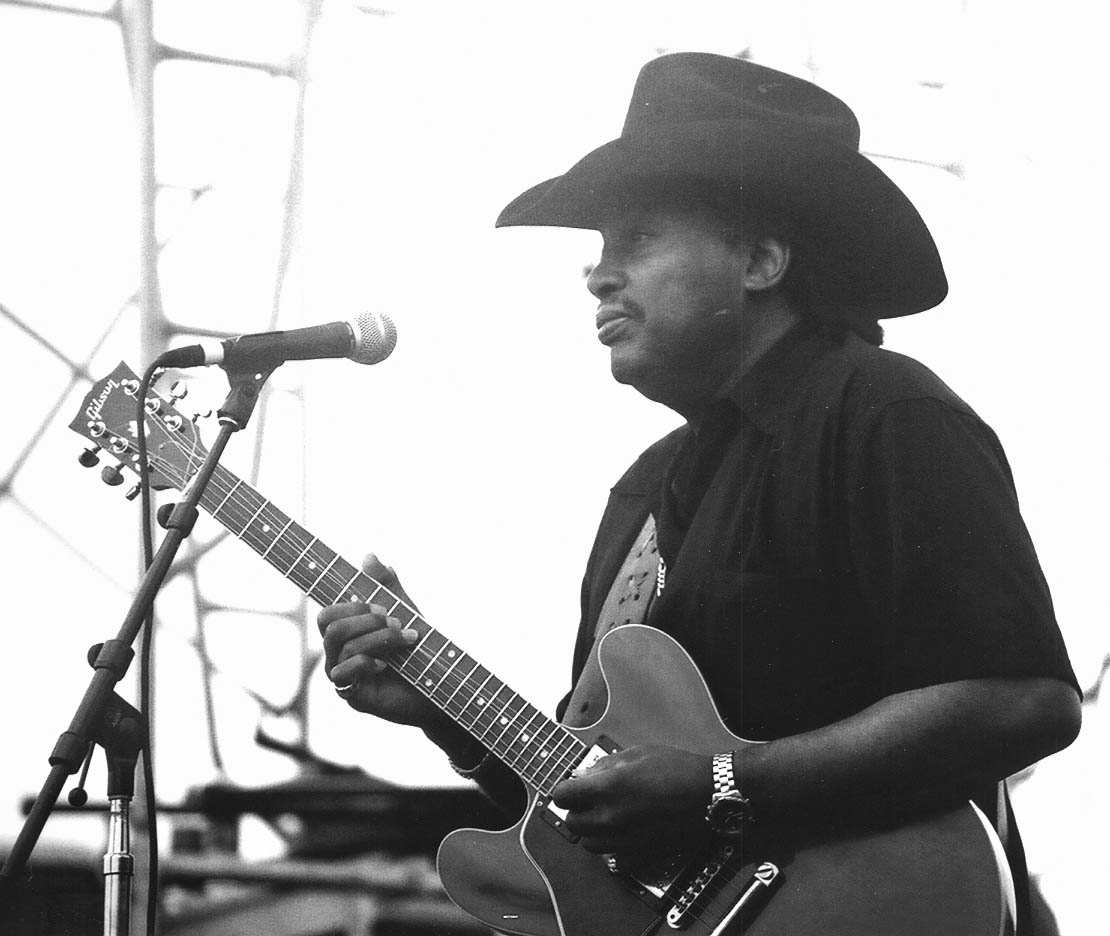
Otis Rush, 2002

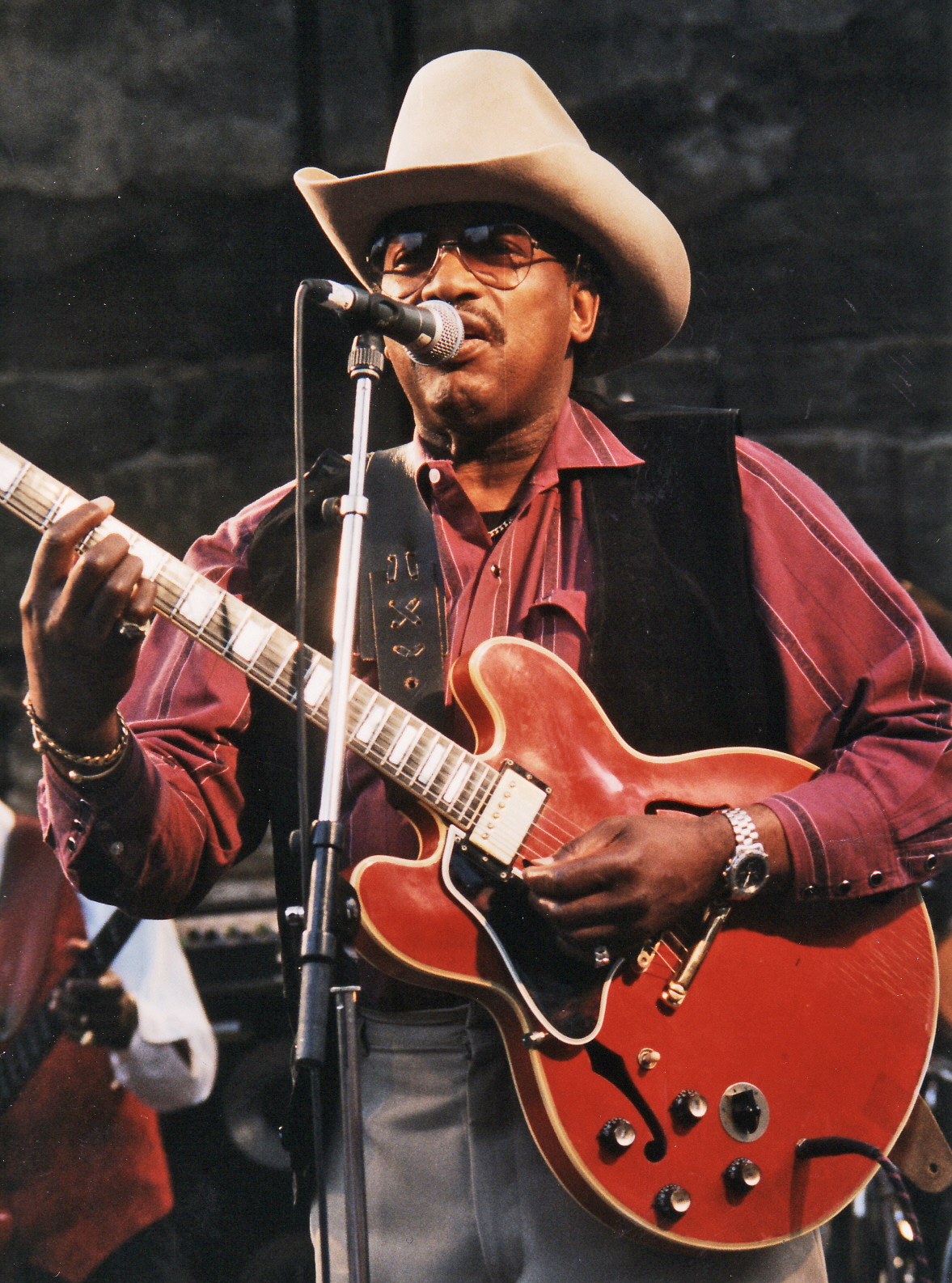
Otis Rush beim „Notodden bluesfestival“, Norwegen, 1997

Otis Rush (* 29. April 1935 in Philadelphia, Neshoba County, Mississippi; † 29. September 2018) war ein US-amerikanischer Bluesgitarrist und -sänger.

## Biografie
Nachdem er Anfang der 1950er Jahre nach Chicago gezogen war, wurde Rush in der dortigen Bluesszene bald ein bekannter Gitarrist. Ab 1956 machte er Aufnahmen und hatte 1957 zwei Hits mit All Your Love (I Miss Loving) und I Can’t Quit You Baby, Letzteres von Willie Dixon. All Your Love (I Miss Loving) wurde im Laufe der Zeit mehrfach von berühmten Bands gecovert, einschließlich John Mayall auf Blues Breakers with Eric Clapton, Aerosmith, Stevie Ray Vaughan, Gary Moore auf Still Got the Blues und der Steve Miller Band.
In den 1960er Jahren ging Rush auch in Europa auf Tournee. Eines seiner bekanntesten Alben ist Moanin’ in the Morning aus dem Jahre 1968. 1984 wurde er in die Blues Hall of Fame aufgenommen. 1999 gewann er einen Grammy für das Album Any Place I’m Goin’ in der Kategorie „Best Traditional Blues Album“.
Der Stil von Otis Rush, bekannt als „West Side Chicago Blues“, wird mit dem von Luther Allison, Magic Sam, Buddy Guy und Albert King verglichen. Er beeinflusste Bluesgrößen wie Michael Bloomfield, Eric Clapton, Peter Green und Stevie Ray Vaughan. Eine Besonderheit besteht in Rushs Gitarrentechnik. Rush war Linkshänder und spielte Linkshänderinstrumente, die jedoch als Rechtshänder-Gitarren besaitet sind (siehe Foto rechts). Als Resultat lagen die Diskantsaiten auf Rushs Gitarren oben und wurden beim Abschlagspiel zuerst angeschlagen. Die gleiche Reihenfolge der Besaitung wurde auch von den ebenfalls linkshändigen Gitarristen Albert King und Dick Dale eingesetzt.
Der Rolling Stone listete Rush 2011 auf Rang 53 der 100 größten Gitarristen aller Zeiten.

## Diskografie

### Alben
- 1969 Mourning in the Morning (Cotillion)
- 1974 Screamin’ and Cryin’ (Black & Blue)
- 1975 Cold Day in Hell (Delmark)
- 1976 So Many Roads (Delmark)
- 1976 Right Place, Wrong Time (Bullfrog)
- 1978 Troubles Troubles (Sonet)
- 1988 Tops (Blind Pig)
- 1989 Blues Interaction – Live in Japan 1986 (P-Vine)
- 1991 Lost in the Blues (Alligator Records ALCD4797)
- 1993 Live in Europe (Evidence Music ECD 26034-2)
- 1994 Ain't Enough Comin' In (This Way Up/Mercury)
- 1998 Any Place I'm Going (House of Blues)
- 2006 Live...and in Concert from San Francisco (Blues Express)
- 2009 Chicago Blues Festival 2001 (P-Vine)
- 2015 Double Trouble LIVE Cambridge 1973 (RockBeat Records)[5]

### Kompilationen
- 1969 Door to Door, with Albert King (Chess)
- 1989 I Can't Quit You Baby: The Cobra Sessions 1956–1958 (P-Vine)
- 1992 Double Trouble, Charly Blues Masterworks Vol.24, (Charly R&B), a collection of Rush's recordings for the Cobra label, 1956–1958[6]
- 2000 Good 'Uns: The Classic Cobra Recordings 1956–1958 (Westside)
- 2000 The Essential Otis Rush: The Classic Cobra Recordings 1956–1958 (Fuel 2000)
- 2002 Blue on Blues: Buddy Guy & Otis Rush (Fuel 2000)
- 2005 All Your Love I Miss Loving: Live at the Wise Fools Pub, Chicago (Delmark)
- 2006 Live at Montreux 1986 (Eagle Rock Entertainment) (Joint performance with Eric Clapton and Luther Allison)
- 2006 Blues Giants. The Essential Songbook, various artists[7]

### Singles
- 1956 I Can’t Quit You Baby / Sit Down Baby (Cobra 5000)
- 1956 My Love Will Never Die / Violent Love (Cobra 5005)
- 1957 Groaning the Blues / If You Were Mine (Cobra 5010)
- 1957 Jump Sister Bessie / Love That Woman (Cobra 5015)
- 1957 She’s a Good ’Un / Three Times a Fool (Cobra 5023)
- 1958 Checking on My Baby / It Takes Time (Cobra 5027)
- 1958 Double Trouble / Keep On Loving Me Baby (Cobra 5030)
- 1958 All Your Love (I Miss Loving) / My Baby’s a Good ’Un (Cobra 5032)
- 1960 So Many Roads So Many Trains / I’m Satisfied (Chess 1751)
- 1960 You Know My Love / I Can’t Stop Baby (Chess 1775)
- 1962 Homework / I Have to Laugh (Duke 356)
- 1969 Gambler’s Blues / You’re Killing My Love (Cotillion 44032)[8]

### Videoalben
- 2003 Live Part One (Blues Express)
- 2006 Live at Montreux 1986 (Eagle Rock Entertainment)